# Batiscan
Batiscan är en kommun i provinsen Québec i Kanada. Den ligger i regionen Mauricie, i den sydöstra delen av landet, 290 km öster om huvudstaden Ottawa.